# Ninja-sværd
Ninja-sværd, også kaldet ninjatō, er et sværd tilhørende en ninja. Sværdet består af et skaft samt en lige klinge af metal. Sværdet stammer fra den feudale periode i Japan.
Ninjaer betragtede deres sværd som et materialistisk gods som skæbnesvangert kunne mistes, blive stjålet eller måske endda forlagt, for hvis de blev det, ville ninjaen ikke have sit forsvar mere.
Ninjaerne kom fra lavere sociale samfundslag. De fleste ninjaer blev rekrutteret fra kriminelle miljøer eller var bønder.